# Maijuna
Los maijuna o también llamados orejones, son un pueblo indígena de la Amazonía que habitan las riveras de los ríos Yanayacu, Sucusari, Algodón y Putumayo en la región Loreto del peru. Hablan la lengua orejón que forma parte de las lenguas tucanas.

## Historia
Los maijuna u orejones, son descendientes de los payaguas, y originalmente habitaron las riveras de los ríos Napo, Putumayo y Caquetá. La población actual es el resultado de una historia de migraciones y relaciones interétnicas con otros grupos Tucanos occidentales e incluso de otras familias lingüísticas.
En los siglos XVI y XVII eran considerados partes de los denominados "encabellados" (así llamaron los misioneros a todos los tucanos occidentales), durante esa época fueron llevados por los encomenderos hacia las zonas auríferas para el servicio personal hasta finales del siglo XVII, cuando los payaguas juntamente con la etnia tama huyen hacia el Alto Magdalena. Estos grupos fueron capturados y nuevamente entregados al sistema de encomiendas, registrándose una serie incesante de rebeliones, quedando libres pero ganàndose una fama tal que los encomenderos no se atrevían a ingresar a sus territorios.
Fueron las misiones jesuitas quienes, en el siglo XVIII, logran reducir a los payaguas y otras etnias tucanas del sur. Mientras que los tucanos occidentales del norte fueron reducidos por los franciscanos. Aun así no lograron sedentarizarlos, pues huían nuevamente al bosque y sembraban el desorden en las diferentes misiones.
No es hasta el siglo XVIII en que una parte de los payaguas se asienta en las riveras del río Napo  (territorio  tradicionalmente reclamado por los actuales maijunas u orejones.
A principios del siglo XIX, la etnia payagua es absorbida por otros grupos tucano occidentales como los tama, siona y macaguaje. En esa misma época se inicia una intensa población por parte de colonos europeos en la selva del Perú, surgiendo los patrones quienes los sometieron a trabajos forzados.
Durante el boom del caucho, los patrones dan a los maijuna los nombres de los ríos que ocupaban, y fueron utilizados para el transporte del caucho desde la cuenca del río Napo hacia la del río Putumayo, así como para el abastecimiento de leña a los barcos de vapor.
En 1925 se les empieza a denominar orejones e indios koto, en esta época también terminan las guerras tribales además de iniciar un proceso de integración con la sociedad regional, dejando de utilizar sus adornos en las orejas.
En los años setenta se inicia la escolarización de los maijuna.

## Organización
Los maijuna se organizan en clanes patrilineales. Los clanes son dispersos debido a una norma de exogamia de clanes. 
La convivencia después del matrimonio es uxorilocal, eso quiere decir que la nueva pareja se instala con la familia de la esposa. Esta regla, unida con la de la exogamia de clanes lleva a la dispersión de los varones en los clanes. Cada grupo residencial lo constituye una casa plurifamiliar, rodeada de casas unifamiliares.
El matrimonio, al ser exogámico se concibe como un intercambio de mujeres entre clanes. Se suele repetir el intercambio de mujeres a través de generaciones, lo que hace que en la mayoría de los casos un varón suele desposar a una mujer del clan de su madre. 
Más recientemente, debido al contacto con colonos quechuas y mestizos, han institucionalizado el lazo del compadrazgo.